# Ezop
Ezop [ezóp] (starogrško Αἴσωπος, latinizirano: Aisōpos, latinsko Aesopus), starogrški basnopisec, pravljičar in pripovedovalec, ki so mu pripisali številne basni, ki so zdaj skupaj znane kot Ezopove basni.
Čeprav njegov obstoj ostaja nejasen in nobeno njegovo pisanje ni ohranjeno, so bile številne zgodbe, ki jih pripisujejo njemu, zbrane skozi stoletja in v številnih jezikih v tradiciji pripovedovanja zgodb, ki se nadaljuje vse do danes. Za številne pripovedi, povezane z njim, so značilni antropomorfni živalski liki.
Razpršene podrobnosti o Ezopovem življenju je mogoče najti v starih virih, vključno z Aristotelom, Herodotom in Plutarhom. Starodavno literarno delo z naslovom Ezopova romanca pripoveduje epizodno, verjetno zelo izmišljeno različico njegovega življenja, vključno s tradicionalnim opisom njega kot presenetljivo grdega sužnja (δοῦλος), ki naj bi živel na otoku Samosu v Joniji, in s svojo bistroumnostjo pridobil svobodo in postal svetovalec kraljev in mestnih držav. Starejši zapisi njegovega imena so vključevali Esop(e) in Isope. Upodobitve Ezopa v popularni kulturi v zadnjih 2500 letih so vključevale številna umetniška dela in njegov videz kot lik v številnih knjigah, filmih, igrah in televizijskih programih.

## Ezopova romanca
Poleg razpršenih omemb v starodavnih virih o Ezopovem življenju in smrti obstaja zelo izmišljena biografija, ki se zdaj običajno imenuje Ezopova romanca (znana tudi kot Vita ali Ezopovo življenje ali Knjiga Ksanta Filozofa in Ezopa njegovega sužnja), »anonimno delo grške popularne književnosti, ki je nastalo okoli drugega stoletja našega štetja ... Tako kot romanca o Aleksandru je tudi romanca o Ezopu postala ljudska knjiga, delo, ki ni pripadalo nikomur, in občasni pisec se je počutil svobodno spreminjati kot bi mu lahko ustrezalo.« Obstaja več, včasih protislovnih različic tega dela. Najzgodnejša znana različica je bila verjetno sestavljena v 1. stoletju n. št., vendar je zgodba morda krožila v različnih različicah stoletja, preden je bila predana pisanju, in za nekatere elemente je mogoče dokazati, da izvirajo iz 4. stoletja pr. n. št. Učenjaki so dolgo zavračali kakršno koli zgodovinsko ali biografsko veljavnost Ezopove romance; širše preučevanje dela se je začelo šele proti koncu 20. stoletja.
V Ezopovi romanci je Ezop suženj frigijskega porekla na otoku Samos in izjemno grd. Sprva mu primanjkuje moči govora, a potem ko je izkazal prijaznost do Izidine svečenice, mu boginja ne podeli samo govora, ampak tudi dar za pametno pripovedovanje zgodb, ki ga izmenično uporablja, da pomaga in zmede svojega gospodarja Ksanta, s čimer spravi filozofa v zadrego pred svojimi učenci in celo spal z njegovo ženo. Potem ko je prebivalcem Samosa razložil znamenje, Ezop dobi svobodo in deluje kot odposlanec med Samosci in kraljem Krezom. Kasneje odpotuje na dvora Likurga iz Babilona in Nektaneba iz Egipta – oba namišljena vladarja – v delu, ki se zdi, da si močno izposoja romanco o Ahikarju. Zgodba se konča z Ezopovim potovanjem v Delfe, kjer razjezi meščane s pripovedovanjem žaljivih basni, obsojen je na smrt in, potem ko je preklinjal prebivalce Delfov, prisiljen skočiti v smrt.

## Pravljičar
Ezop morda ni napisal svojih basni. Ezopova romanca trdi, da jih je zapisal in odložil v Krezovo knjižnico; Herodot Ezopa imenuje »pisec basni« in Aristofan govori o »branju« Ezopa, toda to bi lahko bila preprosto zbirka basni, ki so mu bile pripisane. Različni klasični avtorji imenujejo Ezopa kot začetnika basni. Sofoklej se je v pesmi, naslovljeni na Evripida, skliceval na Severni veter in Sonce. Sokrat je v zaporu spremenil nekatere basni v verze, od katerih je Diogen Laertski posnel majhen del. Tudi zgodnji rimski dramatik in pesnik Kvint Enij je vsaj eno od Ezopovih basni prevedel v latinske verze, od katerih zadnji dve vrstici še vedno obstajata.
Zbirke, za katere se trdi, da so Ezopove basni, je posredovala vrsta avtorjev, ki so pisali v grščini in latinščini. Demetrij iz Falerona je naredil nekaj, kar je morda najzgodnejše, verjetno v prozi (Αἰσοπείων α), vsebovano v desetih knjigah za uporabo govornikov, čeprav je bilo od takrat izgubljeno. Nato se je pojavila izdaja v elegičnih verzih, ki jo citira Suda, vendar avtorjevo ime ni znano. Feder, Avgustov osvobojenec, je v 1. stoletju našega štetja basni prevedel v latinščino. Približno v istem času je Valerij Babrij spremenil basni v grške holiambike. Tizian, avtor iz 3. stoletja, naj bi basni prelil v prozo v zdaj izgubljenem delu. Avian (negotovega datuma, morda 4. stoletje) je prevedel 42 basni v latinske elegike. Slovničar Dositej Magister iz 4. stoletja je prav tako sestavil zbirko Ezopovih basni, ki je danes izgubljena.
Ezopove basni so v naslednjih stoletjih še naprej revidirali in prevajali z dodajanjem gradiva iz drugih kultur, tako da danes poznane basni nimajo veliko povezave s tistimi, ki jih je Ezop prvotno povedal. S porastom znanstvenega zanimanja, ki se je začelo proti koncu 20. stoletja, je bilo nekaj poskusov določiti naravo in vsebino najzgodnejših basni, ki so lahko najtesneje povezane z zgodovinskim Ezopom.

### Ezopove basni
Njegove basni so bile zelo enostavne, prepletene s humorjem in prikazovanjem človeških medsebojnih odnosov ter karakterjev. Pri ustvarjanju basni se je zgledoval po indijskih. Domneva se, da basni ni zapisal, ampak da jih je pripovedoval, to pa ne zato, da bi ljudi zabaval, temveč zato, da bi se iz njih kaj naučili, saj je na koncu vsake basni sledil poučni moralni nauk. Njegove basni je latinski basnopisec Feder (lat. Phaedrus) prepesnil v latinščino.
Nekaj Ezopovih najbolj znanih basni
- O goski ki je nesla zlata jajca
- Pastirček in volk
- Lisica in grozdje
- Zajci in žabe
- Zajec in Želva
- Človek in satir
- Mestna in poljska miš